# Rhododendron wiltonii
Rhododendron wiltonii är en ljungväxtart som beskrevs av William Botting Hemsley och E.H. Wilson. Rhododendron wiltonii ingår i släktet rododendron, och familjen ljungväxter. Inga underarter finns listade i Catalogue of Life.

## Bildgalleri

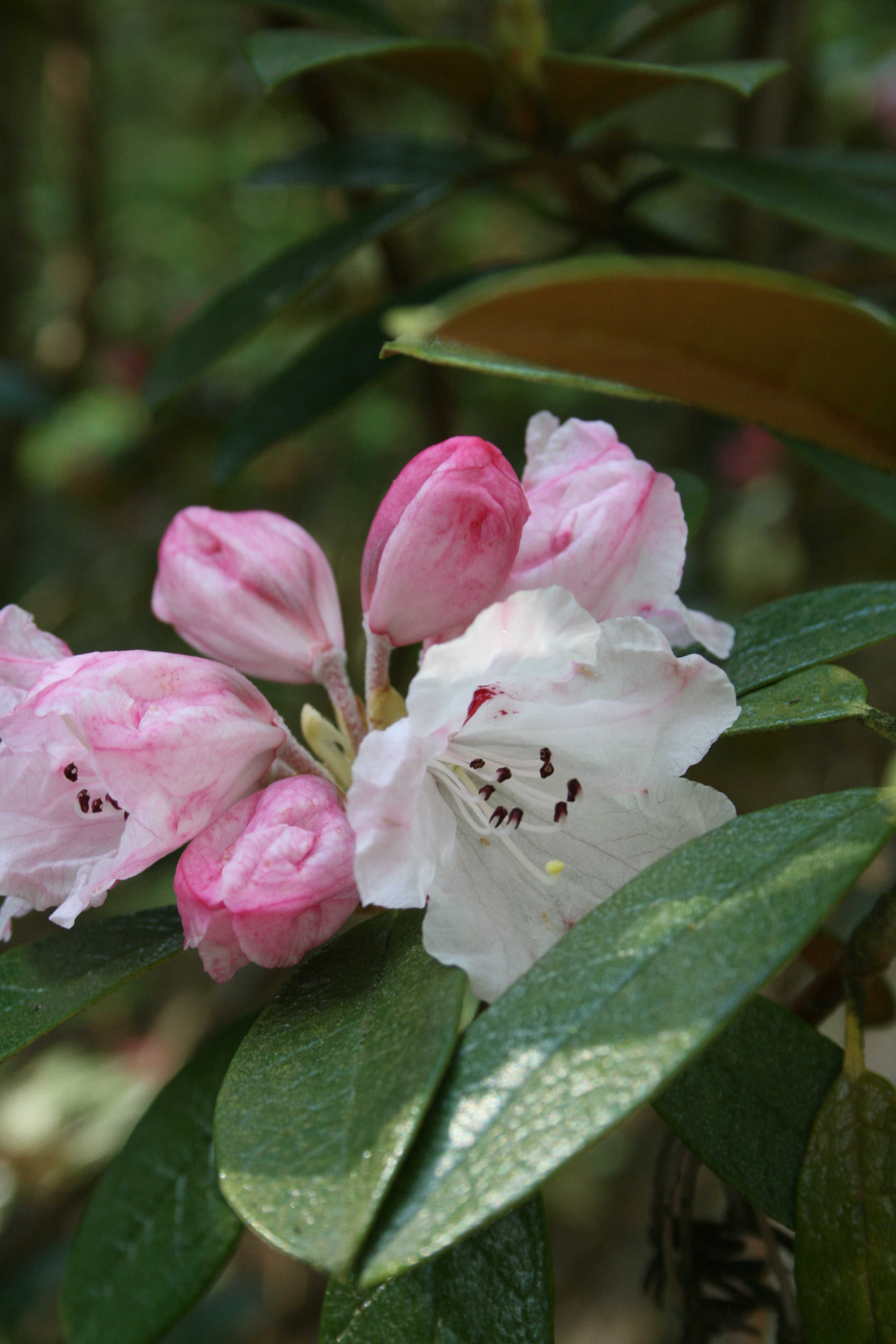